# Croix de guerre 1914-1918 des communes de la Somme

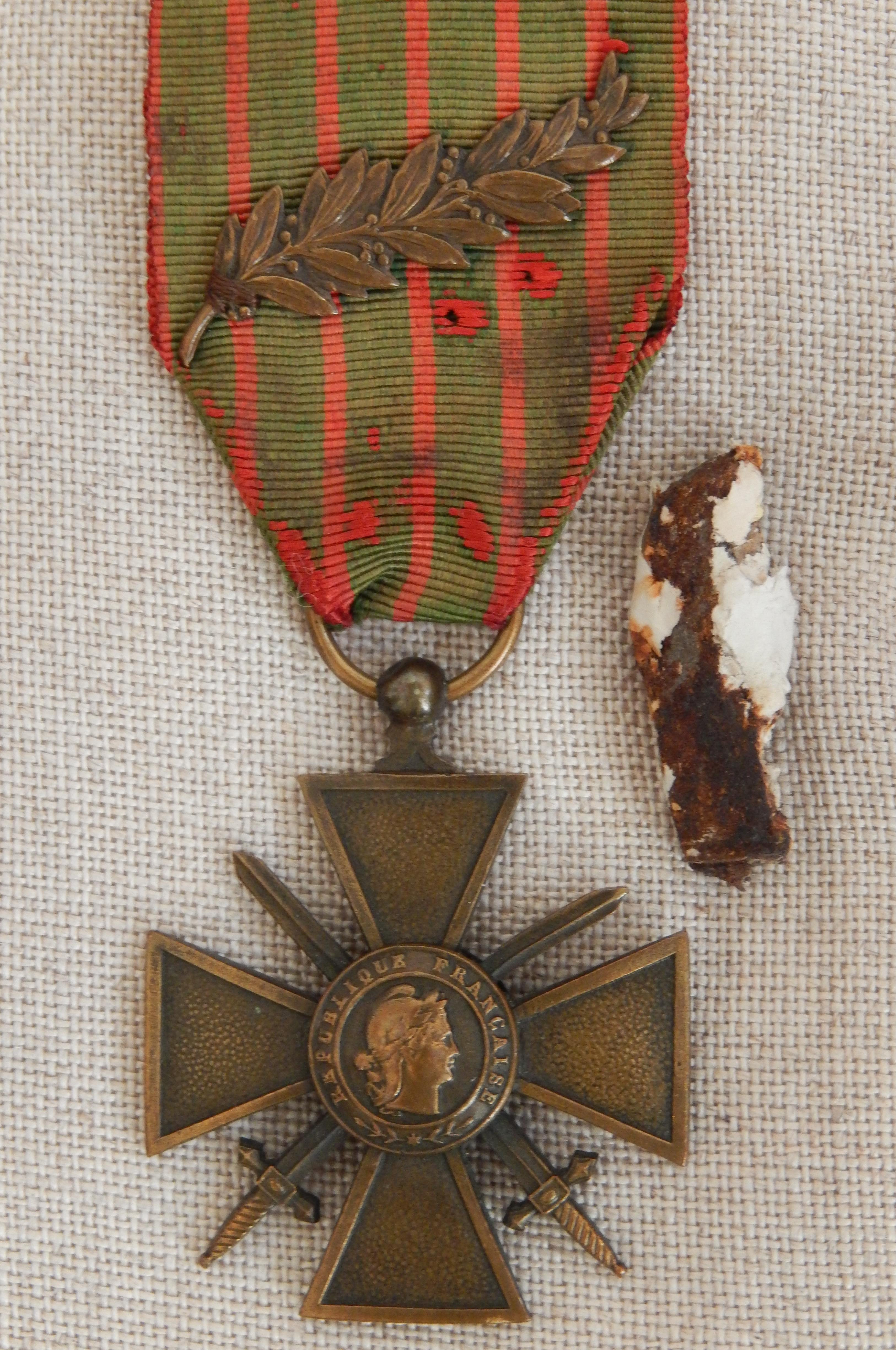
Croix de Guerre 1914-1918 avec palme de bronze (citation à l'ordre de l'armée), à côté d'un éclat d'obus.

350 communes de la Somme  ont été citées à l'ordre de l'armée en reconnaissance des épreuves subies et de leur attitude pendant la Grande Guerre, se voyant ainsi attribuer la Croix de guerre 1914-1918 avec palme. Les citations à l'ordre de l'armée étaient inscrites au Journal officiel de la République française.

## Présentation

### Contexte national
Cette médaille est créée par la loi du 8 avril 1915.
Elle est principalement décernée à titre individuel. Cependant, des citations collectives sont décernées à partir de 1917 à des unités militaires et à des collectivités civiles. Ainsi, 2 998 communes de 18 départements français et 16 villes étrangères ont reçu la Croix de guerre 1914-1918, entre 1917 et 1931.
La première commune citée, le 18 octobre 1917, est Dunkerque (Nord). Aucune ne l’a été en 1918. 24 le sont en 1919 (dont 4 de la Somme) et la plupart en 1920 et en 1921 (2655).
Liste des premières communes citées :

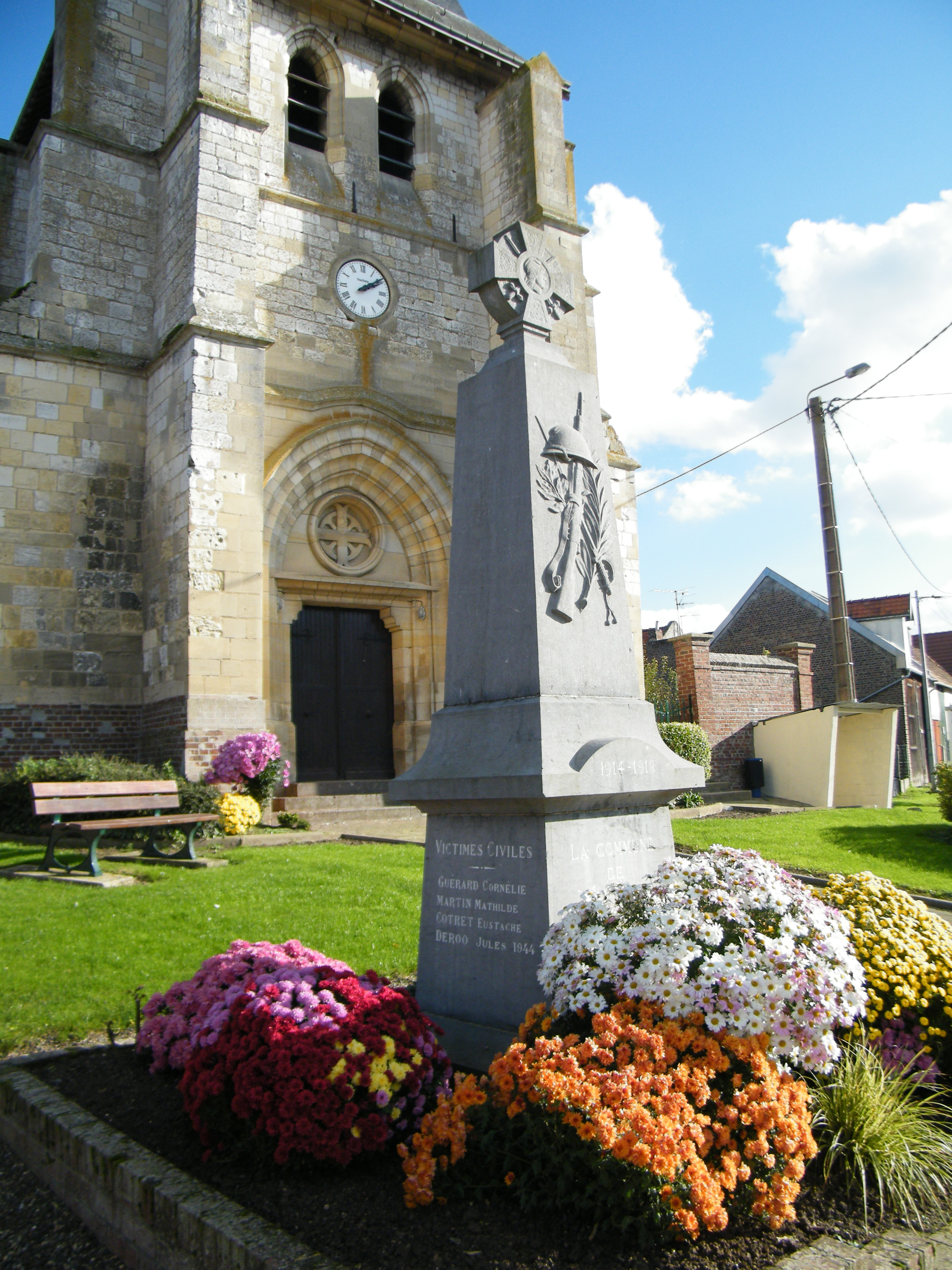
Monument aux morts de Gratibus (Somme), surmonté de la croix de guerre.

| Ville            | Date de la citation | Département ou pays |
| ---------------- | ------------------- | ------------------- |
| Dunkerque        | 18 octobre 1917     | Nord                |
| Reims            | 4 juillet 1919      | Marne               |
| Paris            | 28 juillet 1919     | Seine               |
| Thann            | 17 août 1919        | Haut-Rhin           |
| Dinant           | 22 août 1919        | Belgique            |
| Amiens           | 24 août 1919        | Somme               |
| Montdidier       | 24 août 1919        | Somme               |
| Péronne          | 24 août 1919        | Somme               |
| Calais           | 25 août 1919        | Pas-de-Calais       |
| Arras            | 30 août 1919        | Pas-de-Calais       |
| Lens             | 30 août 1919        | Pas-de-Calais       |
| Albert           | 18 septembre 1919   | Somme               |
| Saint-Omer       | 24 septembre 1919   | Pas-de-Calais       |
| Nancy            | 11 octobre 1919     | Meurthe-et-Moselle  |
| Saint-Quentin    | 22 octobre 1919     | Aisne               |
| Senlis           | 3 novembre 1919     | Oise                |
| Boulogne-sur-Mer | 4 novembre 1919     | Pas-de-Calais       |
| Hazebrouck       | 30 novembre 1919    | Nord                |
| Béthune          | 5 décembre 1919     | Pas-de-Calais       |

### Dans le département de la Somme

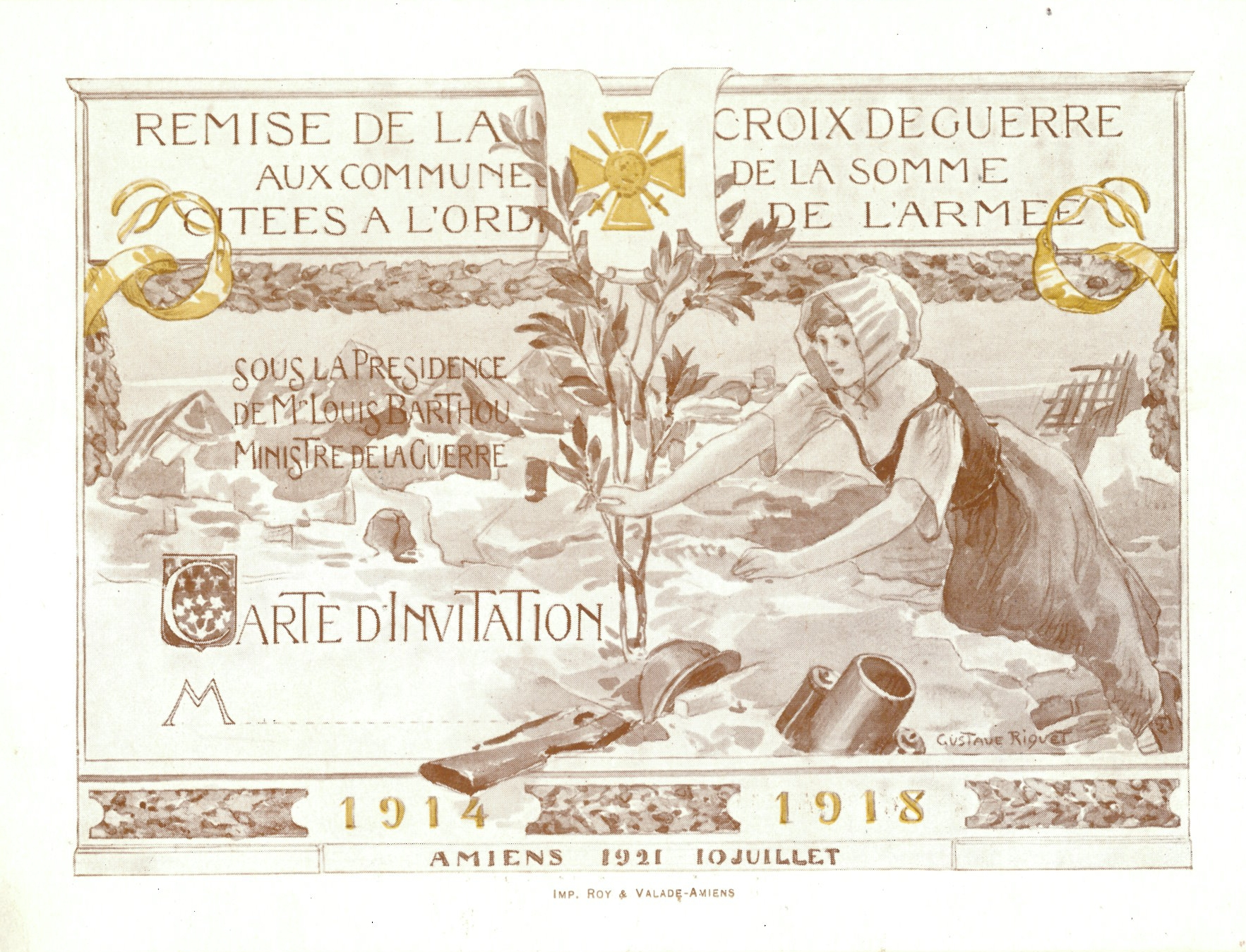
Carte d'invitation pour la remise de la Croix de guerre aux communes de la Somme en 1921.
(Illustration Gustave Riquet)

350 des 836 communes que comptait le département de la Somme à l’époque, soit près de 42 %, sont décorées de la Croix de guerre 1914-1918.
La citation pouvait être individuelle, notamment pour les communes les plus importantes, ou collective. Pour la Somme, 40 citations différentes ont été rédigées, dont une concerne pas moins de 93 communes.
Chaque citation constitue un concentré des souffrances endurées par les communes pendant la guerre. Elle en dégage les traits saillants : destruction totale ou partielle, bombardements par canons ou par avions, occupation, évacuation, zone de bataille, période. Quoique brefs, ces textes découlent d’une analyse de la situation de chaque commune. Ainsi, les communes objets d’une citation collective ont souffert de maux similaires.
Les Croix de guerre ont été remises aux 349 communes sinistrées de la Somme lors d'une cérémonie organisée à l'hippodrome d'Amiens le 10 juillet 1921, présidée par Louis Barthou, ministre de la Guerre, assisté, pour la remise des médailles, par le maréchal Foch et par le général Maistre.
Dans le tableau présenté ci-dessous, on peut constater que la totalité de l'arrondissement de Péronne est décoré, c'est-à-dire sinistré, et la quasi-totalité de celui de Montdidier. Ceux de Doullens et d'Amiens sont en partie touchés, essentiellement lors de l'offensive allemande de 1918. Abbeville, éloignée de la zone de combat, a été touchée par des bombardements aériens, et seul le chef-lieu d'arrondissement est cité.
| Arrondissement | Nombre de communes citées | Nombre de communes total | Surface en ha (1913) | Population en 1911 | Population en 1921 | Baisse population 1911/1921 |
| -------------- | ------------------------- | ------------------------ | -------------------- | ------------------ | ------------------ | --------------------------- |
| Abbeville      | 1                         | 172                      | 158 469              | 129 150            | 123 532            | 4,3 %                       |
| Amiens         | 28                        | 251                      | 179 918              | 196 086            | 187 056            | 4,6 %                       |
| Doullens       | 10                        | 89                       | 65 999               | 45 858             | 40 743             | 11,1 %                      |
| Montdidier     | 131                       | 144                      | 91 595               | 55 691             | 43 440             | 22 %                        |
| Péronne        | 180                       | 180                      | 120 348              | 93 376             | 57 853             | 38 %                        |
| TOTAL          | 350                       | 836                      | 616 329              | 520 161            | 452 624            | 13 %                        |

|                          | 1911       | 1921       | Différence | Pourcentage |
| ------------------------ | ---------- | ---------- | ---------- | ----------- |
| Sans Amiens et Abbeville | 165 780    | 115 119    | 50 661     | 30,6 %      |
| Avec Amiens et Abbeville | 279 360    | 229 371    | 49 989     | 17,9 %      |
| Département de la Somme  | 520 161    | 452 624    | 67 537     | 13 %        |
| FRANCE                   | 41 420 000 | 39 140 000 | 2 280 000  | 5,5 %       |

## Tableau par citation
| Date       | Citation | N° d'ordre des citations | Nombre de communes concernées par citation |
| ---------- | --- | ------------------------ | ------------------------------------------ |
| 24/08/1919 | Le président du Conseil, ministre de la Guerre, cite à l'ordre de l'armée la ville ci-après : LA VILLE D'AMIENS : a supporté durant quatre ans, avec un courage et une dignité sans défaillance, le bombardement et la menace de l'ennemi. Par sa fermeté devant le péril, par la fière attitude de sa population, alors même que les vicissitudes de la lutte avaient ramené la bataille jusque dans ses faubourgs, a bien mérité de la patrie. Paris, le 24 août 1919. Georges Clemenceau | 1                        | 1                                          |
| 24/08/1919 | Le président du Conseil, ministre de la Guerre, cite à l'ordre de l'armée la ville ci-après : LA VILLE DE MONTDIDIER : vaillante cité, dont la guerre a fait une martyre, Après avoir subi plus de deux années le feu des canons ennemis, a connu tour à tour les joies de la délivrance et l'horreur d'une occupation brutale. Position importante et âprement disputée, a subi une destruction totale, payant de sa ruine la victoire de la patrie. Paris, le 24 août 1919. Georges Clemenceau | 2                        | 1                                          |
| 24/08/1919 | Le président du Conseil, ministre de la Guerre, cite à l'ordre de l'armée la ville ci-après : LA VILLE DE PÉRONNE : cité qui, au cours de cette guerre, s'est montrée digne de son passé. Tombée dès les premières heures de la campagne sous le joug de l’envahisseur, délivrée en 1917, captive de nouveau en 1918, ayant vu la rage de l'ennemi détruire sur son territoire ce que le canon avait épargné,-a mérité la reconnaissance du pays par la noblesse de son attitude. Paris, le 24 août 1919. Georges Clemenceau | 3                        | 1                                          |
| 18/09/1919 | Le président du Conseil, ministre de la Guerre, cite à l’ordre de l’armée : LA VILLE D’ALBERT : ville héroïque qui pendant vingt-neuf mois fut en pleine zone de combat. Meurtrie par les bombardements, tombée pour quelques semaines aux mains de l’ennemi, voyant peu à peu tous ses foyers voués à la destruction, n’a cessé de garder la plus noble attitude. A bien mérité du pays. Paris, le 18 septembre 1919. Georges Clemenceau | 4                        | 1                                          |
| 12/08/1920 | Le ministre de la Guerre. Cite à l'ordre de l'armée : LA VILLE D'ABBEVILLE : par sa situation militaire, a été l'objet d'attaques réitérées et fréquentes de l'aviation ennemie ; malgré ses souffrances et ses deuils, a conservé intacte sa foi patriotique. Paris, le 12 août 1920. André Lefèvre | 5                        | 1                                          |
| 12/08/1920 | Le ministre de la Guerre. Cite à l'ordre de l'armée : LA VILLE DE DOULLENS : a été l'objet au cours de la guerre de violents bombardements par avions. A conservé intacte sa lui dans le succès final. Paris, le 12 août 1920. André Lefèvre | 6                        | 1                                          |
| 27/10/1920 | Le ministre de la Guerre. Cite à l'ordre de l'armée les localités suivantes : COMBLES, SAILLY-SAILLISEL, MAMETZ, DOMPlERRE, THlEPVAL, MONTAUBAN, LESBŒUFS, GINCHY, FRICOURT, BEAUMONT-HAMEL, OVILLERS-LA-BOISSELLE, LIHONS : du département de la Somme : situées en pleine zone de feu pendant la guerre, ont été totalement détruites par les multiples bombardements et au cours des combats acharnés de 1914 et de 1916. Ont toujours montré dans l'adversité les plus belles qualités de courage et d'abnégation. Ont dignement mérité de la patrie. Paris, le 27 octobre 1920. André Lefèvre | 7                        | 12                                         |
| 27/10/1920 | Le ministre de la Guerre. Cite à l'ordre de l'armée les localités suivantes : CHAULNES, CONTALMAISON, BOUCHAVESNES, POZIERES, du département de la Somme : situées en pleine zone de bataille, ont été entièrement détruites par des bombardements incessants et à la suite des combats opiniâtres dont elles ont été les témoins au cours de la guerre. Ont fait preuve, malgré les souffrances endurées, d'un magnifique courage. d'une patriotique fermeté, méritant ainsi la reconnaissance de la France. Paris, le 27 octobre 1920. André Lefèvre | 8                        | 4                                          |
| 27/10/1920 | Le ministre de la Guerre. Cite à l'ordre de l'armée les localités suivantes : EPEHY, FINS, MANANCOURT, VOYENNES, ROISEL, RONSSOY, TEMPLEUX-LE-GUERARD, du département de la Somme : situées dans la zone de combat, ont été complètement détruites par de fréquents bombardements et au cours de la bataille de 1918. Ont toujours montré dans les épreuves un calme et une dignité remarquables. Ont bien mérité du pays. Paris, le 27 octobre 1920. André Lefèvre | 9                        | 7                                          |
| 27/10/1920 | Le ministre de la Guerre. Cite à l'ordre de l'armée les localités suivantes : BIACHES, PRESSOIR, COURCELETTE, FRISE, HEM-MONACU, CURLU, MAUREPAS, CLERY, BELLOY-EN-SANTERRE, ESTREES-DENIECOURT, GRANDCOURT, BERNY-EN-SANTERRE, BAZENTIN, BECQUINCOURT, HERBECOURT, ABLAINCOURT, ASSEVILLERS, FAY, SOYECOURT, VERMANDOVILLERS, GUEUDECOURT, GUILLEMONT, HARDECOURT-AUX-BOIS, LONGUEVAL, RANCOURT, BARLEUX, FEUILLERES, FLAUCOURT, LEFOREST, BEAUCOURT-SUR-L'ANCRE, du département de la Somme : situées en pleine ligne de bataille, ont été détruites en totalité par les bombardements nombreux et au cours des violents combats de 1916. Par leurs souffrances et leur héroïque sacrifice, ont bien mérité de la France. Paris, le 27 octobre 1920. André Lefèvre | 10                       | 30                                         |
| 27/10/1920 | Le ministre de la Guerre. Cite à l'ordre de l'armée les localités suivantes : AUCHONVILLERS, AUTHUILE, AVELUY, BECORDEL- BECOURT, DERNANCOURT, IRLES, MEAULTE, MESNIL-MARTINSART, MIRAUMONT, PYS, DEVISE, DOUILLY, ENNEMAIN, EPPEVILLE, ESMERY-HALLON, MATIGNY, MONCHY-LAGACHE, QUIVIERES, SAINT-SULPICE, SANCOURT, TERTRY, UGNY-L’EQUIPEE, VILLECOURT, BETTENCOURT, BUVERCHY, CIZANCOURT, EPENANCOURT, FALVY, GRÉCOURT, HOMBLEUX, HYENCOURT-LE-PETIT, ECLUSIER- VAUX, MORLANCOURT, SAILLY-LAURETTE, VILLE-SUR-L'ANCRE, CHUIGNES, FONTAINE-LES-CAPPY, FOUCAUCOURT, FRESNES-MAZANCOURT, HERLEVILLE, HYENCOURT-LE-GRAND, LICOURT, MARCHELEPOT, MISERY, MORCHAIN, OMIECOURT, PARGNY, PERTAIN, POTTE, SAINT-CHRIST-BRIOST, AIZECOURT-LE-HAUT, ALLAINES, BOUVINCOURT, BRIE, BUIRE-COURCELLES, BUSSU, CARTIGNY, DOINGT-FLAMICOURT, ESTREES-EN-CHAUSSEE, ETERPIGNY, MESNIL-BRUNTEL, MOISLAINS, PUZEAUX, RAINECOURT, CARNOY, ÉQUANCOURT, FLERS, MARICOURT, MESNIL-EN-ARROUAISE, YTRES, ATHIES, CROIX-MOLIGNAUX, MONS-EN-CHAUSSEE, MONT-SAINT-QUENTIN, SAINTE-RADEGONDE, VILLERS-CARBONNEL, AIZECOURT-LE-BAS, BERNES, DRIANCOURT, GUYENGOURT-SAULCOURT, HANCOURT, HERVILLY, HESBECOURT, HEUDICOURT, LIERAMONT, LONGAVESNES, MARQUAIX, NURLU, PŒUILLY, SOREL, TEMPLEUX-LA-FOSSE, TINCOURT-BOUCLY, VILLERS-FAUCON, du département de la Somme : courageuses cités situées dans la zone de bataille pendant la guerre, dont les habitants ont vu leurs biens saccagés et leurs demeures anéanties. Se sont signalées par la belle énergie dont elles ont fait preuve en dépit des misères et des graves dommages qu'elles ont subis. Ont bien mérité du pays. Paris, le 27 octobre 1920. André Lefèvre | 11                       | 93                                         |
| 27/10/1920 | Le ministre de la Guerre. Cite à l'ordre de l'armée les localités suivantes : NESLE, BRAY-SUR-SOMME, HAM, du département de la Somme : ont supporté sans faiblesse des bombardements qui les ont en grande partie détruites. Par leur belle attitude morale, les dommages subis, les souffrances de leur population, ont mérité la reconnaissance du pays. Paris, le 27 octobre 1920. André Lefèvre | 12                       | 3                                          |
| 27/10/1920 | Le ministre de la Guerre. Cite à l'ordre de l'armée les localités suivantes : ETINHEM, BROUCHY, OFFOY, du département de la Somme : ont été l'objet de multiples bombardements pendant la guerre, et le théâtre, en 1918, de violents combats qui les ont en partie détruites. Se sont signalées, pendant ces dures épreuves, par une belle ténacité et une confiance inébranlable dans le succès de nos armes. Paris, le 27 octobre 1920. André Lefèvre | 13                       | 3                                          |
| 27/10/1920 | Le ministre de la Guerre. Cite à l'ordre de l'armée les localités suivantes : BOUZINCOURT, BUIRE-SUR-L’ANCRE, LAVIEVILLE, MILLENCOURT, CAPPY, CERISY-GAILLY, CHIPILLY, CHUIGNOLLES, LA NEUVILLE-LES-BRAY, MÉRICOURT-L'ABBÉ, MORCOURT, SAILLY-LE-SEC, SUZANNE, TREUX, FRAMERVILLE, PROYART, VAUVILLERS, ESTOUILLY, MUILLE-VILLETTE, LANGUEVOISIN-QUIQUERY, MESNIL-SAINT-NICAISE, ROUY-LE-GRAND, ROUY-LE-PETIT, VRAIGNES, MÉRICOURT-SUR-SOMME, du département de la Somme : bombardées journellement au cours de la guerre par canons et par avions, ont été en partie détruites. Malgré leurs pertes et leurs souffrances, ont montré sous les obus une fermeté d’âme et un courage admirables. Paris, le 27 octobre 1920. André Lefèvre | 14                       | 25                                         |
| 28/10/1920 | Le ministre de la Guerre. Cite à l'ordre de l'armée : VILLERS-BRETONNEUX (Somme) : vaillante cité, située sur la ligne de feu à partir de 1918, qui a été en grande partie détruite, tant par les bombardements journaliers que par les combats acharnés dont elle a été l'enjeu. A fait preuve, malgré les souffrances endurées, d'un magnifique courage et d'une patriotique fermeté. A bien mérité du pays. Paris, le 28 octobre 1920. André Lefèvre | 15                       | 1                                          |
| 28/10/1920 | Le ministre de la Guerre. Cite à l'ordre de l'armée les localités suivantes : CACHY, HAILLES, LE HAMEL, LAMOTTEE-EN-SANTERRE, WARFUSÉE-ABANCOURT, du département de la Somme : situées en 1918 sur la ligne de bataille, ont été l'objet de nombreux bombardements qui les ont entièrement détruites. Ont toujours montré dans les épreuves un calme et une dignité incomparables, en attendant l'heure de la victoire. Paris, le 28 octobre 1920. André Lefèvre | 16                       | 5                                          |
| 28/10/1920 | Le ministre de la Guerre. Cite à l'ordre de l'armée : LA VILLE DE CORBIE (Somme) : située dans la zone de combat en 1918, a été l'objet de fréquents bombardements qui l'ont en grande partie détruite. Par ses pertes, et la fière attitude de sa population sous les obus et dans les épreuves, a bien mérité du pays. Paris, le 28 octobre 1920. André Lefèvre | 17                       | 1                                          |
| 28/10/1920 | Le ministre de la Guerre. Cite à l'ordre de l'armée les localités suivantes : MARCELCAVE, COTTENCHY, DOMMARTIN, FOUENCAMPS, GENTELLES, GUYENCOURT, REMIENCOURT, THEZY-GLIMONT, AUBIGNY, BAIZIEUX, BONNAY, FOUILLOY, HEILLY, RlBEMONT-SUR-L'ANCRE, VAIRE-SOUS-CORBIE, VAUX-SUR-SOMME, du département de la Somme : situées dans la zone de bataille en 1918, ont supporté courageusement de multiples et violents bombardements par canons et par avions qui les ont en partie détruites. Se sont signalées par la belle énergie morale dont elles ont fait preuve, en dépit des misères et des dommages qu'elles ont subis. Paris, le 28 octobre 1920. André Lefèvre | 18                       | 16                                         |
| 28/10/1920 | Le ministre de la Guerre. Cite à l'ordre de l'armée les localités suivantes : COLINCAMPS, COIGNEUX, BERTRANCOURT, COURCELLES-AU-BOIS, HEDAUVILLE, ENGLEBELMER, MAILLY-MAILLET, SENLIS, du département de la Somme : courageuses cités situées dans la zone de combat pendant la guerre, et dont les habitants ont supporté sans faiblesse de fréquents bombardements qui les ont détruites. Se sont signalées pendant ces dures épreuves, par une belle ténacité et une confiance inébranlable dans le succès do nos armes. Paris, le 28 octobre 1920. André Lefèvre | 19                       | 8                                          |
| 30/10/1920 | Le ministre de la Guerre. Cite à l'ordre de l'armée : BEUVRAIGNES, QUESNOY-EN-SANTERRE, ANDECHY, FOUQUESCOURT, LA CHAVATTE, FRANSART, MAUCOURT, PARVILLERS, CHAMPIEN, du département de la Somme : situées en pleine zone de feu pendant la guerre, ont été totalement détruites tant par les combats acharnés dont elles ont été les témoins en 1914 et 1918 que par de violents bombardements. N'ont cessé de montrer dans les épreuves et sous les obus, les plus belles qualités morales, méritant ainsi la reconnaissance du pays. Paris, le 30 octobre 1920. André Lefèvre | 20                       | 9                                          |
| 30/10/1920 | Le ministre de la Guerre. Cite à l'ordre de l'armée : LA VILLE DE MOREUIL (Somme) : a été complètement détruite à la suite de violents bombardements et des combats opiniâtres, dont elle a été l'enjeu en mars 1918. Par ses souffrances, et par son héroïque sacrifice, a bien mérité du pays. Paris, le 30 octobre 1920. André Lefèvre | 21                       | 1                                          |
| 30/10/1920 | Le ministre de la Guerre. Cite à l'ordre de l'armée : FRESNOY-LES-ROYE, POPINCOURT, du département de la Somme : situées dans la zone de combat dès 1914, ont été entièrement détruites par de nombreux bombardements. Occupées par l'ennemi en mars 1918, ont toujours montré sous les obus une grande fermeté d'âme et un courage admirables. Paris, le 30 octobre 1920 (erratum paru au J.O. du 5 décembre 1920). André Lefèvre | 22                       | 2                                          |
| 30/10/1920 | Le ministre de la Guerre. Cite à l'ordre de l'armée : VILLERS-LES-ROYE, DAMERY, ETALON, GOYENCOURT, LIANCOURT-FOSSE, du département de la Somme : situées dans la zone de combat dès le début de la guerre, ont été détruites par de nombreux bombardements. Occupées par l'ennemi de 1914 à 1917, puis en mars 1918, ont toujours montré sous les obus une fermeté d'âme et un courage admirables. Paris, le 30 octobre 1920 (erratum paru au J.O. du 5 décembre 1920). André Lefèvre | 23                       | 5                                          |
| 30/10/1920 | Le ministre de la Guerre. Cite à l'ordre de l'armée : CHILLY, GRIVILLERS, MEHARICOURT, ROUVROY-EN-SANTERRE, ARMANCOURT, FOLIES, TILLOLOY, L'ECHELLE-SAINT-AURIN, DANCOURT, du département de la Somme : situées pendant quatre années sur la ligne de bataille, ont été l'objet de violents bombardements qui !es ont complètement détruites. Envahies en 1918, ont supporté vaillamment les exigences de l'ennemi, attendant sans défaillance l'heure de la victoire. Paris, le 30 octobre 1920. André Lefèvre | 24                       | 9                                          |
| 30/10/1920 | Le ministre de la Guerre. Cite à l'ordre de l'armée : HALLU, PUNCHY, CRÉMERY, FONCHES, FONCHETTE, HERLY, MANICOURT [Maricourt au JO, mais Manicourt selon sources préfecture], LAUCOURT, SAINT-MARD-LES-TRIOT, VERPILLIÈRES, HATTENCOURT, du département de la Somme : occupées par l'ennemi dès 1914 et situées dans la zone de combat, ont été entièrement détruites par les bombardements. Malgré les dommages subis, ont conservé intactes leur foi patriotique, en dépit des misères qu'elles ont eu à supporter. Paris, le 30 octobre 1920. André Lefèvre | 25                       | 11                                         |
| 30/10/1920 | Le ministre de la Guerre. Cite à l'ordre de l'armée : AUBVILLERS, CASTEL, MAILLY-RAINEVAL, ASSAINVILLERS, CANTIGNY, COURTEMANCHE, FONTAINE-SOUS-MONTDIDIER, HARGICOURT, MALPART, MARESTMOTIERS, MESNIL-SAINT-GEORGES, ONVILLERS, ROLLOT, BRACHES, DOMART-SUR-LA-LUCE, HANGARD, MORISEL, LA NEUVILLE-SIRE-BERNARD, VILLERS-AUX-ERABLES, BIARRE, BREUIL, du département de la Somme : courageuses cités situées dans la zone de bataille, dont les habitants ont eu leurs biens saccagés et leurs demeures anéanties. Dans les épreuves, et en particulier au cours des combats de 1918, ont toujours montré la plus ferme constance et le plus ardent patriotisme. Ont bien mérité du pays. Paris, le 30 octobre 1920. André Lefèvre | 26                       | 21                                         |
| 03/11/1920 | Le ministre de la Guerre. Cite à l'ordre de l'armée : ROYE (Somme) : envahie dès le début de la guerre, a été en grande partie détruite par les nombreux bombardements et à la suite des violents combats de 1914 et de 1918 dont elle a été le témoin. A stoïquement supporté les pires rigueurs de l'ennemi sans avoir vu ébranler la foi de sa vaillante population dans le triomphe final de la France. Paris, le 3 novembre 1920. André Lefèvre | 27                       | 1                                          |
| 03/11/1920 | Le ministre de la Guerre. Cite à l'ordre de l'armée les localités suivantes : BOUCHOIR, BALATRE, BILLANCOURT, CARREPUIS, GRUNY, RETHONVILLERS, ARVILLERS, LE PLESSIER-ROZAINVILLERS, du département de la Somme : situées dans la zone de combat dès 1914, ont été, au cours de la guerre, l'objet de fréquents bombardements qui les ont en partie détruites. Occupées par les Allemands en 1918, ont supporté vaillamment les exigences de l'ennemi, attendant sans défaillance l'heure de la victoire. Paris, le 3 novembre 1920. André Lefèvre | 28                       | 8                                          |
| 03/11/1920 | Le ministre de la Guerre. Cite à l'ordre de l'armée les localités suivantes : BUS, ERCHES, GUERBIGNY, MARQUIVILLERS, FRESNOY-EN-CHAUSSEE, ERCHEU, MARCHE-ALLOUARDE, ROIGLISE, CURCHY, HANGEST-EN-SANTERRE, du département de la Somme : situées dans la zone de bataille pendant la guerre, ont été en partie détruites, tant par les nombreux bombardements qu'à la suite des combats de 1918 dont elles ont été les témoins, ont montré dans les épreuves un calme et une dignité remarquables. Paris, le 3 novembre 1920. André Lefèvre | 29                       | 10                                         |
| 03/11/1920 | Le ministre de la Guerre. Cite à l'ordre de l'armée : AILLY-SUR-NOYE (Somme) : a, en 1918, supporté sans faiblesse, des bombardements qui l'ont en grande partie détruite. Par sa fière attitude dans les épreuves, les dommages subis, les souffrances de sa population, a bien mérité du pays. Paris, le 3 novembre 1920. André Lefèvre | 30                       | 1                                          |
| 03/11/1920 | Le ministre de la Guerre. Cite à l'ordre de l'armée les localités suivantes : GRIVESNES, FAVEROLLES, SAUVILLERS-MONGIVAL, BECQUIGNY, ÉTELFAY, CAYEUX-EN-SANTERRE, FIGNIERES, GRATIBUS, LABOISSIERE, LE QUESNEL, LIGNIERES-LES-ROYE, AUBERCOURT, PIENNES, CAIX, REMAUGIES, CRESSY-OMENCOURT, RUBESCOURT, DEMUIN, MEZIERES, PIERREPONT, AYENCOURT-LE-MONCHEL, CONTOIRE-HAMEL, du département de la Somme : situées sur la ligne de bataille en 1918, ont été en partie détruites par les bombardements et au cours des combats dont elles ont été le témoin. Ont toujours montré dans les épreuves une grande fermeté d'âme et un courage admirable. Paris, le 3 novembre 1920. André Lefèvre | 31                       | 22                                         |
| 03/11/1920 | Le ministre de la Guerre. Cite à l'ordre de l'armée : ROSIERES (Somme) : située dans la zone de feu pendant la guerre, et envahie en 1918, a été en grande partie détruite à la suite de violents combats dont elle a été le témoin. A bien mérité du pays par la belle attitude de ses habitants, sous les obus et pendant l'occupation ennemie. Paris, le 3 novembre 1920. André Lefèvre | 32                       | 1                                          |
| 03/11/1920 | Le ministre de la Guerre. Cite à l'ordre de l'armée les localités suivantes : AINVAL-SEPTOUTRE, CHIRMONT, COULLEMELLE, LOUVRECHY, MERVILLE-AU-BOIS, ROUVREL,, SOURDON, THORY, VILLERS-TOURNELLE, BOUILLANCOURT, BOUSSICOURT, DAVENESCOURT, FESCAMPS, BEAUCOURT-EN-SANTERRE, BERTEAUCOURT-LES-THENNES, IGNAUCOURT, SAULCHOY-SUR-DAVENESCOURT, THENNES, WARSY, WIENCOURT-L'ÉQUIPEE, BAYONVILLERS, BEAUFORT, GUILLAUCOURT, HARBONNIERES, VRELY, WARVILLERS, DRESLINCOURT, MOYENCOURT, du département de la Somme : courageuses cités qui ont été pendant la guerre l'objet de fréquents bombardements par canons et par avions qui les ont en partie détruites. Ont toujours montré, sous les obus et au cours de l'occupation ennemie, en 1918, la plus ferme constance et le plus ardent patriotisme. Paris, le 3 novembre 1920. André Lefèvre | 33                       | 28                                         |
| 15/12/1920 | Le ministre de la Guerre. Cite à l'ordre de l'armée : Y (Somme) : courageuse cité, située dans la zone de bataille et dont les habitants ont eu leurs biens saccagés et leurs demeures anéanties. Malgré ses deuils, a toujours montré dans les épreuves la plus ferme constance et le plus ardent patriotisme. A bien mérité du pays. Paris, le 15 décembre 1920. André Lefèvre | 34                       | 1                                          |
| 15/12/1920 | Le ministre de la Guerre. Cite à l'ordre de l'armée : BAYENCOURT (Somme) : a été l'objet de multiples bombardements en raison de sa proximité de la zone de combat. Malgré les dommages subis, s'est signalée en toutes circonstances, et particulièrement au cours des évacuations de 1916 et de 1918, par son attitude ferme et courageuse. Paris, le 15 décembre 1920. André Lefèvre | 35                       | 1                                          |
| 15/12/1920 | Le ministre de la Guerre. Cite à l'ordre de l'armée : HAMELET (Somme) : envahie dès 1914, a été, En mars 1918, l'objet de violents bombardements qui l'ont en grande partie détruite. Demeurée ensuite sur la ligne de bataille, a fait preuve d’une énergie et d'un esprit de sacrifice dignes des plus grands éloges. Paris, le 15 décembre 1920. André Lefèvre | 36                       | 1                                          |
| 15/12/1920 | Le ministre de la Guerre. Cite à l'ordre de l'armée : HENENCOURT (Somme) : a été en grande partie détruite par les nombreux bombardements subis au cours de la guerre. Evacuée sous le feu de l'ennemi en 1919 [sic, 1918 en réalité], a montré, sous les obus et dans les épreuves, un courage et une dignité admirables. Paris, le 15 décembre 1920. André Lefèvre | 37                       | 1                                          |
| 15/12/1920 | Le ministre de la Guerre. Cite à l'ordre de l'armée : BOVES (Somme) : envahie en 1914, a été, au cours de la guerre, l'objet de fréquents bombardements par canons et par avions qui l'ont en grande partie détruite. A toujours montre la plus belle vaillance dans les épreuves, et particulièrement au cours de l'évacuation de mars 1918, méritant ainsi la reconnaissance du pays. Paris, le 15 décembre 1920. André Lefèvre | 38                       | 1                                          |
| 18/12/1920 | Le ministre de la Guerre. Cite à l'ordre de l'armée : BRESLE (Somme) : a supporté courageusement l'invasion de 1914. Evacuée en mars 1918 et journellement bombardée jusqu'au recul des Allemands, a été atteinte dans sa population et dans ses biens, s'acquérant ainsi des titres à la reconnaissance du pays. Paris, le 18 décembre 1920. André Lefèvre | 39                       | 1                                          |
| 22/07/1927 | Par arrêté en date du 22 juillet 1927, le ministre de la Guerre cite à l'ordre de I’armée : La commune de CARDONNOIS (Somme) : évacuée au mois de mars 1918 par la totalité de ses habitants, qui ont montré dans cette occasion la plus inébranlable foi dans succès de nos armes, est restée pendant cinq mois entre les lignes. A été totalement détruite. | 40                       | 1                                          |
|            | |                          | 350                                        |

## Tableau par commune
Ce tableau répertorie les communes décorées dans l'ordre alphabétique, en mentionnant l'arrondissement et le canton dont elles dépendaient à l'époque, et un renvoi au Tableau par citation présenté ci-dessus.
La possibilité est offerte d'effectuer un tri du tableau par arrondissement ou par canton.
| Commune                     | Arrondissement | Canton               | N° d'ordre des citations | Date       | Observations                                                                  |
| --------------------------- | -------------- | -------------------- | ------------------------ | ---------- | ----------------------------------------------------------------------------- |
| Abbeville                   | Abbeville      | Abbeville            | 5                        | 12/08/1920 |                                                                               |
| Ablaincourt                 | Péronne        | Chaulnes             | 10                       | 27/10/1920 | Ablaincourt-Pressoir en 1966.                                                 |
| Ailly-sur-Noye              | Montdidier     | Ailly-sur-Noye       | 30                       | 03/11/1920 |                                                                               |
| Ainval-Septoutre            | Montdidier     | Ailly-sur-Noye       | 33                       | 03/11/1920 | Rattachée à Grivesnes en 1965.                                                |
| Aizecourt-le-Bas            | Péronne        | Roisel               | 11                       | 27/10/1920 |                                                                               |
| Aizecourt-le-Haut           | Péronne        | Péronne              | 11                       | 27/10/1920 |                                                                               |
| Albert                      | Péronne        | Albert               | 4                        | 18/09/1919 |                                                                               |
| Allaines                    | Péronne        | Péronne              | 11                       | 27/10/1920 |                                                                               |
| Amiens                      | Amiens         | Amiens               | 1                        | 24/08/1919 |                                                                               |
| Andechy                     | Montdidier     | Montdidier           | 20                       | 30/10/1920 |                                                                               |
| Armancourt                  | Montdidier     | Roye                 | 24                       | 30/10/1920 |                                                                               |
| Arvillers                   | Montdidier     | Moreuil              | 28                       | 03/11/1920 |                                                                               |
| Assainvillers               | Montdidier     | Montdidier           | 26                       | 30/10/1920 |                                                                               |
| Assevillers                 | Péronne        | Chaulnes             | 10                       | 27/10/1920 |                                                                               |
| Athies                      | Péronne        | Ham                  | 11                       | 27/10/1920 |                                                                               |
| Aubercourt                  | Montdidier     | Moreuil              | 31                       | 03/11/1920 |                                                                               |
| Aubigny                     | Amiens         | Corbie               | 18                       | 28/10/1920 |                                                                               |
| Aubvillers                  | Montdidier     | Ailly-sur-Noye       | 26                       | 30/10/1920 |                                                                               |
| Auchonvillers               | Péronne        | Albert               | 11                       | 27/10/1920 |                                                                               |
| Authuille                   | Péronne        | Albert               | 11                       | 27/10/1920 |                                                                               |
| Aveluy                      | Péronne        | Albert               | 11                       | 27/10/1920 |                                                                               |
| Ayencourt                   | Montdidier     | Montdidier           | 31                       | 03/11/1920 |                                                                               |
| Baizieux                    | Amiens         | Corbie               | 18                       | 28/10/1920 |                                                                               |
| Balâtre                     | Montdidier     | Roye                 | 28                       | 03/11/1920 |                                                                               |
| Barleux                     | Péronne        | Péronne              | 10                       | 27/10/1920 |                                                                               |
| Bayencourt                  | Doullens       | Acheux-en-Amiénois   | 35                       | 15/12/1920 |                                                                               |
| Bayonvillers                | Montdidier     | Rosières-en-Santerre | 33                       | 03/11/1920 |                                                                               |
| Bazentin                    | Péronne        | Albert               | 10                       | 27/10/1920 |                                                                               |
| Beaucourt-en-Santerre       | Montdidier     | Moreuil              | 33                       | 03/11/1920 |                                                                               |
| Beaucourt-sur-l'Ancre       | Péronne        | Albert               | 10                       | 27/10/1920 |                                                                               |
| Beaufort-en-Santerre        | Montdidier     | Rosières-en-Santerre | 33                       | 03/11/1920 |                                                                               |
| Beaumont-Hamel              | Péronne        | Albert               | 7                        | 27/10/1920 |                                                                               |
| Bécordel-Bécourt            | Péronne        | Albert               | 11                       | 27/10/1920 |                                                                               |
| Becquigny                   | Montdidier     | Montdidier           | 31                       | 03/11/1920 |                                                                               |
| Becquincourt                | Péronne        | Bray-sur-Somme       | 10                       | 27/10/1920 | Rattachée à Dompierre-en-Santerre pour former Dompierre-Becquincourt en 1964. |
| Belloy-en-Santerre          | Péronne        | Chaulnes             | 10                       | 27/10/1920 |                                                                               |
| Bernes                      | Péronne        | Roisel               | 11                       | 27/10/1920 |                                                                               |
| Berny-en-Santerre           | Péronne        | Chaulnes             | 10                       | 27/10/1920 |                                                                               |
| Berteaucourt-lès-Thennes    | Montdidier     | Moreuil              | 33                       | 03/11/1920 |                                                                               |
| Bertrancourt                | Doullens       | Acheux-en-Amiénois   | 19                       | 28/10/1920 |                                                                               |
| Béthencourt-sur-Somme       | Péronne        | Nesle                | 11                       | 27/10/1920 |                                                                               |
| Beuvraignes                 | Montdidier     | Roye                 | 20                       | 30/10/1920 |                                                                               |
| Biaches                     | Péronne        | Péronne              | 10                       | 27/10/1920 |                                                                               |
| Biarre                      | Montdidier     | Roye                 | 26                       | 30/10/1920 |                                                                               |
| Billancourt                 | Montdidier     | Roye                 | 28                       | 03/11/1920 |                                                                               |
| Bonnay                      | Amiens         | Corbie               | 18                       | 28/10/1920 |                                                                               |
| Bouchavesnes-Bergen         | Péronne        | Péronne              | 8                        | 27/10/1920 |                                                                               |
| Bouchoir                    | Montdidier     | Rosières-en-Santerre | 28                       | 03/11/1920 |                                                                               |
| Bouillancourt-la-Bataille   | Montdidier     | Montdidier           | 33                       | 03/11/1920 |                                                                               |
| Boussicourt                 | Montdidier     | Montdidier           | 33                       | 03/11/1920 |                                                                               |
| Bouvincourt-en-Vermandois   | Péronne        | Péronne              | 11                       | 27/10/1920 |                                                                               |
| Bouzincourt                 | Péronne        | Albert               | 14                       | 27/10/1920 |                                                                               |
| Boves                       | Amiens         | Boves                | 38                       | 15/12/1920 |                                                                               |
| Braches                     | Montdidier     | Moreuil              | 26                       | 30/10/1920 |                                                                               |
| Bray-sur-Somme              | Péronne        | Bray-sur-Somme       | 12                       | 27/10/1920 |                                                                               |
| Bresle                      | Amiens         | Corbie               | 39                       | 18/12/1920 |                                                                               |
| Breuil                      | Montdidier     | Roye                 | 26                       | 30/10/1920 |                                                                               |
| Brie                        | Péronne        | Péronne              | 11                       | 27/10/1920 |                                                                               |
| Brouchy                     | Péronne        | Ham                  | 13                       | 27/10/1920 |                                                                               |
| Buire-Courcelles            | Péronne        | Péronne              | 11                       | 27/10/1920 |                                                                               |
| Buire-sur-l'Ancre           | Péronne        | Albert               | 14                       | 27/10/1920 |                                                                               |
| Bus                         | Montdidier     | Montdidier           | 29                       | 03/11/1920 |                                                                               |
| Bussu                       | Péronne        | Péronne              | 11                       | 27/10/1920 |                                                                               |
| Buverchy                    | Péronne        | Nesle                | 11                       | 27/10/1920 |                                                                               |
| Cachy                       | Amiens         | Boves                | 16                       | 28/10/1920 |                                                                               |
| Caix                        | Montdidier     | Rosières-en-Santerre | 31                       | 03/11/1920 |                                                                               |
| Cantigny                    | Montdidier     | Montdidier           | 26                       | 30/10/1920 |                                                                               |
| Cappy                       | Péronne        | Bray-sur-Somme       | 14                       | 27/10/1920 |                                                                               |
| Cardonnois (Le)             | Montdidier     | Montdidier           | 40                       | 22/07/1927 |                                                                               |
| Carnoy                      | Péronne        | Combles              | 11                       | 27/10/1920 |                                                                               |
| Carrépuis                   | Montdidier     | Roye                 | 28                       | 03/11/1920 |                                                                               |
| Cartigny                    | Péronne        | Péronne              | 11                       | 27/10/1920 |                                                                               |
| Castel                      | Montdidier     | Ailly-sur-Noye       | 26                       | 30/10/1920 | Rattachée à Moreuil en 1965                                                   |
| Cayeux-en-Santerre          | Montdidier     | Moreuil              | 31                       | 03/11/1920 |                                                                               |
| Cerisy                      | Péronne        | Bray-sur-Somme       | 14                       | 27/10/1920 |                                                                               |
| Champien                    | Montdidier     | Roye                 | 20                       | 30/10/1920 |                                                                               |
| Chaulnes                    | Péronne        | Chaulnes             | 8                        | 27/10/1920 |                                                                               |
| Chavatte (La)               | Montdidier     | Rosières-en-Santerre | 20                       | 30/10/1920 |                                                                               |
| Chilly                      | Montdidier     | Rosières-en-Santerre | 24                       | 30/10/1920 |                                                                               |
| Chipilly                    | Péronne        | Bray-sur-Somme       | 14                       | 27/10/1920 |                                                                               |
| Chirmont                    | Montdidier     | Ailly-sur-Noye       | 33                       | 03/11/1920 |                                                                               |
| Chuignes                    | Péronne        | Chaulnes             | 11                       | 27/10/1920 |                                                                               |
| Chuignolles                 | Péronne        | Bray-sur-Somme       | 14                       | 27/10/1920 |                                                                               |
| Cizancourt                  | Péronne        | Nesle                | 11                       | 27/10/1920 |                                                                               |
| Cléry-sur-Somme             | Péronne        | Péronne              | 10                       | 27/10/1920 |                                                                               |
| Coigneux                    | Doullens       | Acheux-en-Amiénois   | 19                       | 28/10/1920 |                                                                               |
| Colincamps                  | Doullens       | Acheux-en-Amiénois   | 19                       | 28/10/1920 |                                                                               |
| Combles                     | Péronne        | Combles              | 7                        | 27/10/1920 |                                                                               |
| Contalmaison                | Péronne        | Albert               | 8                        | 27/10/1920 |                                                                               |
| Contoire                    | Montdidier     | Moreuil              | 31                       | 03/11/1920 |                                                                               |
| Corbie                      | Amiens         | Corbie               | 17                       | 28/10/1920 |                                                                               |
| Cottenchy                   | Amiens         | Boves                | 18                       | 28/10/1920 |                                                                               |
| Coullemelle                 | Montdidier     | Ailly-sur-Noye       | 33                       | 03/11/1920 |                                                                               |
| Courcelette                 | Péronne        | Albert               | 10                       | 27/10/1920 |                                                                               |
| Courcelles-au-Bois          | Doullens       | Acheux-en-Amiénois   | 19                       | 28/10/1920 |                                                                               |
| Courtemanche                | Montdidier     | Montdidier           | 26                       | 30/10/1920 |                                                                               |
| Crémery                     | Montdidier     | Roye                 | 25                       | 30/10/1920 |                                                                               |
| Cressy-Omencourt            | Montdidier     | Roye                 | 31                       | 03/11/1920 |                                                                               |
| Croix-Moligneaux            | Péronne        | Ham                  | 11                       | 27/10/1920 |                                                                               |
| Curchy                      | Montdidier     | Roye                 | 29                       | 03/11/1920 |                                                                               |
| Curlu                       | Péronne        | Combles              | 10                       | 27/10/1920 |                                                                               |
| Damery                      | Montdidier     | Roye                 | 23                       | 30/10/1920 |                                                                               |
| Dancourt                    | Montdidier     | Roye                 | 24                       | 30/10/1920 | Dancourt-Popincourt en 1971.                                                  |
| Davenescourt                | Montdidier     | Montdidier           | 33                       | 03/11/1920 |                                                                               |
| Démuin                      | Montdidier     | Moreuil              | 31                       | 03/11/1920 |                                                                               |
| Dernancourt                 | Péronne        | Albert               | 11                       | 27/10/1920 |                                                                               |
| Devise                      | Péronne        | Ham                  | 11                       | 27/10/1920 |                                                                               |
| Doingt                      | Péronne        | Péronne              | 11                       | 27/10/1920 |                                                                               |
| Domart-sur-la-Luce          | Montdidier     | Moreuil              | 26                       | 30/10/1920 |                                                                               |
| Dommartin                   | Amiens         | Boves                | 18                       | 28/10/1920 |                                                                               |
| Dompierre                   | Péronne        | Chaulnes             | 7                        | 27/10/1920 |                                                                               |
| Douilly                     | Péronne        | Ham                  | 11                       | 27/10/1920 |                                                                               |
| Doullens                    | Doullens       | Doullens             | 6                        | 12/08/1920 |                                                                               |
| Dreslincourt                | Montdidier     | Roye                 | 33                       | 03/11/1920 | Rattachée à Curchy en 1965.                                                   |
| Driencourt                  | Péronne        | Roisel               | 11                       | 27/10/1920 |                                                                               |
| Échelle-Saint-Aurin (L')    | Montdidier     | Roye                 | 24                       | 30/10/1920 |                                                                               |
| Éclusier-Vaux               | Péronne        | Bray-sur-Somme       | 11                       | 27/10/1920 |                                                                               |
| Englebelmer                 | Doullens       | Acheux-en-Amiénois   | 19                       | 28/10/1920 |                                                                               |
| Ennemain                    | Péronne        | Ham                  | 11                       | 27/10/1920 |                                                                               |
| Épehy                       | Péronne        | Roisel               | 9                        | 27/10/1920 |                                                                               |
| Épénancourt                 | Péronne        | Nesle                | 11                       | 27/10/1920 |                                                                               |
| Eppeville                   | Péronne        | Ham                  | 11                       | 27/10/1920 |                                                                               |
| Équancourt                  | Péronne        | Combles              | 11                       | 27/10/1920 |                                                                               |
| Erches                      | Montdidier     | Montdidier           | 29                       | 03/11/1920 |                                                                               |
| Ercheu                      | Montdidier     | Roye                 | 29                       | 03/11/1920 |                                                                               |
| Esmery-Hallon               | Péronne        | Ham                  | 11                       | 27/10/1920 |                                                                               |
| Estouilly                   | Péronne        | Ham                  | 14                       | 27/10/1920 | Rattachée à Ham en 1964.                                                      |
| Estrées-Deniécourt          | Péronne        | Chaulnes             | 10                       | 27/10/1920 |                                                                               |
| Estrées-en-Chaussée         | Péronne        | Péronne              | 11                       | 27/10/1920 | Devient Estrées-Mons par fusion de Mons-en-Chaussée en 1972.                  |
| Étalon                      | Montdidier     | Roye                 | 23                       | 30/10/1920 |                                                                               |
| Ételfay                     | Montdidier     | Montdidier           | 31                       | 03/11/1920 |                                                                               |
| Éterpigny                   | Péronne        | Péronne              | 11                       | 27/10/1920 |                                                                               |
| Étinehem                    | Péronne        | Bray-sur-Somme       | 13                       | 27/10/1920 |                                                                               |
| Falvy                       | Péronne        | Nesle                | 11                       | 27/10/1920 |                                                                               |
| Faverolles                  | Montdidier     | Montdidier           | 31                       | 03/11/1920 |                                                                               |
| Fay                         | Péronne        | Chaulnes             | 10                       | 27/10/1920 |                                                                               |
| Fescamps                    | Montdidier     | Montdidier           | 33                       | 03/11/1920 |                                                                               |
| Feuillères                  | Péronne        | Péronne              | 10                       | 27/10/1920 |                                                                               |
| Fignières                   | Montdidier     | Montdidier           | 31                       | 03/11/1920 |                                                                               |
| Fins                        | Péronne        | Roisel               | 9                        | 27/10/1920 |                                                                               |
| Flaucourt                   | Péronne        | Péronne              | 10                       | 27/10/1920 |                                                                               |
| Flers                       | Péronne        | Combles              | 11                       | 27/10/1920 |                                                                               |
| Folies                      | Montdidier     | Rosières-en-Santerre | 24                       | 30/10/1920 |                                                                               |
| Fonches                     | Montdidier     | Roye                 | 25                       | 30/10/1920 | Fonches-Fonchette en 1964                                                     |
| Fonchette                   | Montdidier     | Roye                 | 25                       | 30/10/1920 | Fonches-Fonchette en 1964                                                     |
| Fontaine-lès-Cappy          | Péronne        | Chaulnes             | 11                       | 27/10/1920 |                                                                               |
| Fontaine-sous-Montdidier    | Montdidier     | Montdidier           | 26                       | 30/10/1920 |                                                                               |
| Foucaucourt-en-Santerre     | Péronne        | Chaulnes             | 11                       | 27/10/1920 |                                                                               |
| Fouencamps                  | Amiens         | Boves                | 18                       | 28/10/1920 |                                                                               |
| Fouilloy                    | Amiens         | Corbie               | 18                       | 28/10/1920 |                                                                               |
| Fouquescourt                | Montdidier     | Rosières-en-Santerre | 20                       | 30/10/1920 |                                                                               |
| Framerville                 | Péronne        | Chaulnes             | 14                       | 27/10/1920 | Rattachement de Rainecourt pour former Framerville-Rainecourt en 1963.        |
| Fransart                    | Montdidier     | Rosières-en-Santerre | 20                       | 30/10/1920 |                                                                               |
| Fresnes-Mazancourt          | Péronne        | Chaulnes             | 11                       | 27/10/1920 |                                                                               |
| Fresnoy-en-Chaussée         | Montdidier     | Moreuil              | 29                       | 03/11/1920 |                                                                               |
| Fresnoy-lès-Roye            | Montdidier     | Roye                 | 22                       | 30/10/1920 |                                                                               |
| Fricourt                    | Péronne        | Albert               | 7                        | 27/10/1920 |                                                                               |
| Frise                       | Péronne        | Bray-sur-Somme       | 10                       | 27/10/1920 |                                                                               |
| Gentelles                   | Amiens         | Boves                | 18                       | 28/10/1920 |                                                                               |
| Ginchy                      | Péronne        | Combles              | 7                        | 27/10/1920 |                                                                               |
| Goyencourt                  | Montdidier     | Roye                 | 23                       | 30/10/1920 |                                                                               |
| Grandcourt                  | Péronne        | Albert               | 10                       | 27/10/1920 |                                                                               |
| Gratibus                    | Montdidier     | Montdidier           | 31                       | 03/11/1920 |                                                                               |
| Grécourt                    | Péronne        | Nesle                | 11                       | 27/10/1920 |                                                                               |
| Grivesnes                   | Montdidier     | Ailly-sur-Noye       | 31                       | 03/11/1920 |                                                                               |
| Grivillers                  | Montdidier     | Montdidier           | 24                       | 30/10/1920 |                                                                               |
| Gruny                       | Montdidier     | Roye                 | 28                       | 03/11/1920 |                                                                               |
| Guerbigny                   | Montdidier     | Montdidier           | 29                       | 03/11/1920 |                                                                               |
| Gueudecourt                 | Péronne        | Combles              | 10                       | 27/10/1920 |                                                                               |
| Guillaucourt                | Montdidier     | Rosières-en-Santerre | 33                       | 03/11/1920 |                                                                               |
| Guillemont                  | Péronne        | Combles              | 10                       | 27/10/1920 |                                                                               |
| Guyencourt-Saulcourt        | Péronne        | Roisel               | 11                       | 27/10/1920 |                                                                               |
| Guyencourt-sur-Noye         | Amiens         | Boves                | 18                       | 28/10/1920 |                                                                               |
| Hailles                     | Amiens         | Boves                | 16                       | 28/10/1920 |                                                                               |
| Hallu                       | Montdidier     | Rosières-en-Santerre | 25                       | 30/10/1920 |                                                                               |
| Ham                         | Péronne        | Ham                  | 12                       | 27/10/1920 |                                                                               |
| Hamel (Le)                  | Amiens         | Corbie               | 16                       | 28/10/1920 |                                                                               |
| Hamelet                     | Amiens         | Corbie               | 36                       | 15/12/1920 |                                                                               |
| Hancourt                    | Péronne        | Roisel               | 11                       | 27/10/1920 |                                                                               |
| Hangard                     | Montdidier     | Moreuil              | 26                       | 30/10/1920 |                                                                               |
| Hangest-en-Santerre         | Montdidier     | Moreuil              | 29                       | 03/11/1920 |                                                                               |
| Harbonnières                | Montdidier     | Rosières-en-Santerre | 33                       | 03/11/1920 |                                                                               |
| Hardecourt-aux-Bois         | Péronne        | Combles              | 10                       | 27/10/1920 |                                                                               |
| Hargicourt                  | Montdidier     | Montdidier           | 26                       | 30/10/1920 |                                                                               |
| Hattencourt                 | Montdidier     | Roye                 | 25                       | 30/10/1920 |                                                                               |
| Hédauville                  | Doullens       | Acheux-en-Amiénois   | 19                       | 28/10/1920 |                                                                               |
| Heilly                      | Amiens         | Corbie               | 18                       | 28/10/1920 |                                                                               |
| Hem-Monacu                  | Péronne        | Combles              | 10                       | 27/10/1920 |                                                                               |
| Hénencourt                  | Amiens         | Corbie               | 37                       | 15/12/1920 |                                                                               |
| Herbécourt                  | Péronne        | Bray-sur-Somme       | 10                       | 27/10/1920 |                                                                               |
| Herleville                  | Péronne        | Chaulnes             | 11                       | 27/10/1920 |                                                                               |
| Herly                       | Montdidier     | Roye                 | 25                       | 30/10/1920 |                                                                               |
| Hervilly                    | Péronne        | Roisel               | 11                       | 27/10/1920 |                                                                               |
| Hesbécourt                  | Péronne        | Roisel               | 11                       | 27/10/1920 |                                                                               |
| Heudicourt                  | Péronne        | Roisel               | 11                       | 27/10/1920 |                                                                               |
| Hombleux                    | Péronne        | Nesle                | 11                       | 27/10/1920 |                                                                               |
| Hyencourt-le-Grand          | Péronne        | Chaulnes             | 11                       | 27/10/1920 |                                                                               |
| Hyencourt-le-Petit          | Péronne        | Nesle                | 11                       | 27/10/1920 | Rattachée à Omiécourt en 1965.                                                |
| Ignaucourt                  | Montdidier     | Moreuil              | 33                       | 03/11/1920 |                                                                               |
| Irles                       | Péronne        | Albert               | 11                       | 27/10/1920 |                                                                               |
| Laboissière                 | Montdidier     | Montdidier           | 31                       | 03/11/1920 |                                                                               |
| Lamotte-en-Santerre         | Amiens         | Corbie               | 16                       | 28/10/1920 | Devient Lamotte-Warfusée en 1973.                                             |
| Languevoisin-Quiquery       | Péronne        | Nesle                | 14                       | 27/10/1920 |                                                                               |
| Laucourt                    | Montdidier     | Roye                 | 25                       | 30/10/1920 |                                                                               |
| Laviéville                  | Péronne        | Albert               | 14                       | 27/10/1920 |                                                                               |
| Leforest                    | Péronne        | Combles              | 10                       | 27/10/1920 | Rattachée à Maurepas en 1964.                                                 |
| Lesbœufs                    | Péronne        | Combles              | 7                        | 27/10/1920 |                                                                               |
| Liancourt-Fosse             | Montdidier     | Roye                 | 23                       | 30/10/1920 |                                                                               |
| Licourt                     | Péronne        | Nesle                | 11                       | 27/10/1920 |                                                                               |
| Liéramont                   | Péronne        | Roisel               | 11                       | 27/10/1920 |                                                                               |
| Lignières                   | Montdidier     | Montdidier           | 31                       | 03/11/1920 |                                                                               |
| Lihons                      | Péronne        | Chaulnes             | 7                        | 27/10/1920 |                                                                               |
| Longavesnes                 | Péronne        | Roisel               | 11                       | 27/10/1920 |                                                                               |
| Longueval                   | Péronne        | Combles              | 10                       | 27/10/1920 |                                                                               |
| Louvrechy                   | Montdidier     | Ailly-sur-Noye       | 33                       | 03/11/1920 |                                                                               |
| Mailly-Maillet              | Doullens       | Acheux-en-Amiénois   | 19                       | 28/10/1920 |                                                                               |
| Mailly-Raineval             | Montdidier     | Ailly-sur-Noye       | 26                       | 30/10/1920 |                                                                               |
| Malpart                     | Montdidier     | Montdidier           | 26                       | 30/10/1920 |                                                                               |
| Mametz                      | Péronne        | Albert               | 7                        | 27/10/1920 |                                                                               |
| Manancourt                  | Péronne        | Combles              | 9                        | 27/10/1920 | Renommée Étricourt-Manancourt en 1925                                         |
| Manicourt                   | Montdidier     | Roye                 | 25                       | 30/10/1920 | Rattachée à Curchy en 1972.                                                   |
| Marcelcave                  | Amiens         | Corbie               | 18                       | 28/10/1920 |                                                                               |
| Marché-Allouarde            | Montdidier     | Roye                 | 29                       | 03/11/1920 |                                                                               |
| Marchélepot                 | Péronne        | Nesle                | 11                       | 27/10/1920 |                                                                               |
| Marestmontiers              | Montdidier     | Montdidier           | 26                       | 30/10/1920 |                                                                               |
| Maricourt                   | Péronne        | Combles              | 11                       | 27/10/1920 |                                                                               |
| Marquaix                    | Péronne        | Roisel               | 11                       | 27/10/1920 |                                                                               |
| Marquivillers               | Montdidier     | Montdidier           | 29                       | 03/11/1920 |                                                                               |
| Matigny                     | Péronne        | Ham                  | 11                       | 27/10/1920 |                                                                               |
| Maucourt                    | Montdidier     | Rosières-en-Santerre | 20                       | 30/10/1920 |                                                                               |
| Maurepas                    | Péronne        | Combles              | 10                       | 27/10/1920 |                                                                               |
| Méaulte                     | Péronne        | Albert               | 11                       | 27/10/1920 |                                                                               |
| Méharicourt                 | Montdidier     | Rosières-en-Santerre | 24                       | 30/10/1920 |                                                                               |
| Méricourt-l'Abbé            | Péronne        | Bray-sur-Somme       | 14                       | 27/10/1920 |                                                                               |
| Méricourt-sur-Somme         | Péronne        | Bray-sur-Somme       | 14                       | 27/10/1920 |                                                                               |
| Merville-au-Bois            | Montdidier     | Ailly-sur-Noye       | 33                       | 03/11/1920 | Rattachée à Ailly-sur-Noye en 1965.                                           |
| Mesnil-Bruntel              | Péronne        | Péronne              | 11                       | 27/10/1920 |                                                                               |
| Mesnil-en-Arrouaise         | Péronne        | Combles              | 11                       | 27/10/1920 |                                                                               |
| Mesnil-Martinsart           | Péronne        | Albert               | 11                       | 27/10/1920 |                                                                               |
| Mesnil-Saint-Georges        | Montdidier     | Montdidier           | 26                       | 30/10/1920 |                                                                               |
| Mesnil-Saint-Nicaise        | Péronne        | Nesle                | 14                       | 27/10/1920 |                                                                               |
| Mézières-en-Santerre        | Montdidier     | Moreuil              | 31                       | 03/11/1920 |                                                                               |
| Millencourt                 | Péronne        | Albert               | 14                       | 27/10/1920 |                                                                               |
| Miraumont                   | Péronne        | Albert               | 11                       | 27/10/1920 |                                                                               |
| Misery                      | Péronne        | Nesle                | 11                       | 27/10/1920 |                                                                               |
| Moislains                   | Péronne        | Péronne              | 11                       | 27/10/1920 |                                                                               |
| Monchy-Lagache              | Péronne        | Ham                  | 11                       | 27/10/1920 |                                                                               |
| Mons-en-Chaussée            | Péronne        | Péronne              | 11                       | 27/10/1920 | Rattachée à Estrées-en-Chaussée, devient Estrées-Mons en 1972.                |
| Montauban                   | Péronne        | Combles              | 7                        | 27/10/1920 |                                                                               |
| Montdidier                  | Montdidier     | Montdidier           | 2                        | 24/08/1919 |                                                                               |
| Mont-Saint-Quentin          | Péronne        | Péronne              | 11                       | 27/10/1920 | Rattachée à Péronne en 1963.                                                  |
| Morchain                    | Péronne        | Nesle                | 11                       | 27/10/1920 |                                                                               |
| Morcourt                    | Péronne        | Bray-sur-Somme       | 14                       | 27/10/1920 |                                                                               |
| Moreuil                     | Montdidier     | Moreuil              | 21                       | 30/10/1920 |                                                                               |
| Morisel                     | Montdidier     | Moreuil              | 26                       | 30/10/1920 |                                                                               |
| Morlancourt                 | Péronne        | Bray-sur-Somme       | 11                       | 27/10/1920 |                                                                               |
| Moyencourt                  | Montdidier     | Roye                 | 33                       | 03/11/1920 |                                                                               |
| Muille-Villette             | Péronne        | Ham                  | 14                       | 27/10/1920 |                                                                               |
| Nesle                       | Péronne        | Nesle                | 12                       | 27/10/1920 |                                                                               |
| Neuville-lès-Bray (La)      | Péronne        | Bray-sur-Somme       | 14                       | 27/10/1920 |                                                                               |
| Neuville-Sire-Bernard (La)  | Montdidier     | Moreuil              | 26                       | 30/10/1920 |                                                                               |
| Nurlu                       | Péronne        | Roisel               | 11                       | 27/10/1920 | Transférée du canton de Roisel à celui de Péronne vers 1973/1974.             |
| Offoy                       | Péronne        | Ham                  | 13                       | 27/10/1920 |                                                                               |
| Omiécourt                   | Péronne        | Nesle                | 11                       | 27/10/1920 | Transférée du canton de Nesle à celui de Chaulnes en 1966.                    |
| Onvillers                   | Montdidier     | Montdidier           | 26                       | 30/10/1920 | Fusionnée à Piennes pour former Piennes-Onvillers en 1972.                    |
| Ovillers-la-Boisselle       | Péronne        | Albert               | 7                        | 27/10/1920 |                                                                               |
| Pargny                      | Péronne        | Nesle                | 11                       | 27/10/1920 |                                                                               |
| Parvillers                  | Montdidier     | Rosières-en-Santerre | 20                       | 30/10/1920 | Devient Parvillers-le-Quesnoy par fusion du Quesnoy-en-Santerre en 1968.      |
| Péronne                     | Péronne        | Péronne              | 3                        | 24/08/1919 |                                                                               |
| Pertain                     | Péronne        | Nesle                | 11                       | 27/10/1920 |                                                                               |
| Piennes                     | Montdidier     | Montdidier           | 31                       | 03/11/1920 | Fusionnée à Onvillers pour former Piennes-Onvillers en 1972.                  |
| Pierrepont                  | Montdidier     | Moreuil              | 31                       | 03/11/1920 |                                                                               |
| Plessier-Rozainvillers (Le) | Montdidier     | Moreuil              | 28                       | 03/11/1920 |                                                                               |
| Pœuilly                     | Péronne        | Roisel               | 11                       | 27/10/1920 |                                                                               |
| Popincourt                  | Montdidier     | Roye                 | 22                       | 30/10/1920 | Rattachée à Dancourt-Popincourt en 1971.                                      |
| Potte                       | Péronne        | Nesle                | 11                       | 27/10/1920 |                                                                               |
| Pozières                    | Péronne        | Albert               | 8                        | 27/10/1920 |                                                                               |
| Pressoir                    | Péronne        | Chaulnes             | 10                       | 27/10/1920 | Ablaincourt-Pressoir en 1966.                                                 |
| Proyart                     | Péronne        | Chaulnes             | 14                       | 27/10/1920 |                                                                               |
| Punchy                      | Montdidier     | Rosières-en-Santerre | 25                       | 30/10/1920 |                                                                               |
| Puzeaux                     | Péronne        | Chaulnes             | 11                       | 27/10/1920 |                                                                               |
| Pys                         | Péronne        | Albert               | 11                       | 27/10/1920 |                                                                               |
| Quesnel (Le)                | Montdidier     | Moreuil              | 31                       | 03/11/1920 |                                                                               |
| Quesnoy (Le)                | Montdidier     | Rosières-en-Santerre | 20                       | 30/10/1920 |                                                                               |
| Quivières                   | Péronne        | Ham                  | 11                       | 27/10/1920 |                                                                               |
| Rainecourt                  | Péronne        | Chaulnes             | 11                       | 27/10/1920 | Rattachée à Framerville pour former Framerville-Rainecourt en 1963.           |
| Rancourt                    | Péronne        | Combles              | 10                       | 27/10/1920 |                                                                               |
| Remaugies                   | Montdidier     | Montdidier           | 31                       | 03/11/1920 |                                                                               |
| Remiencourt                 | Amiens         | Boves                | 18                       | 28/10/1920 |                                                                               |
| Rethonvillers               | Montdidier     | Roye                 | 28                       | 03/11/1920 |                                                                               |
| Ribemont-sur-Ancre          | Amiens         | Corbie               | 18                       | 28/10/1920 |                                                                               |
| Roiglise                    | Montdidier     | Roye                 | 29                       | 03/11/1920 |                                                                               |
| Roisel                      | Péronne        | Roisel               | 9                        | 27/10/1920 |                                                                               |
| Rollot                      | Montdidier     | Montdidier           | 26                       | 30/10/1920 |                                                                               |
| Ronssoy                     | Péronne        | Roisel               | 9                        | 27/10/1920 |                                                                               |
| Rosières-en-Santerre        | Montdidier     | Rosières-en-Santerre | 32                       | 03/11/1920 |                                                                               |
| Rouvrel                     | Montdidier     | Ailly-sur-Noye       | 33                       | 03/11/1920 |                                                                               |
| Rouvroy                     | Montdidier     | Rosières-en-Santerre | 24                       | 30/10/1920 |                                                                               |
| Rouy-le-Grand               | Péronne        | Nesle                | 14                       | 27/10/1920 |                                                                               |
| Rouy-le-Petit               | Péronne        | Nesle                | 14                       | 27/10/1920 |                                                                               |
| Roye                        | Montdidier     | Roye                 | 27                       | 03/11/1920 |                                                                               |
| Rubescourt                  | Montdidier     | Montdidier           | 31                       | 03/11/1920 |                                                                               |
| Sailly-Laurette             | Péronne        | Bray-sur-Somme       | 11                       | 27/10/1920 |                                                                               |
| Sailly-le-Sec               | Péronne        | Bray-sur-Somme       | 14                       | 27/10/1920 |                                                                               |
| Sailly-Saillisel            | Péronne        | Combles              | 7                        | 27/10/1920 |                                                                               |
| Saint-Christ-Briost         | Péronne        | Nesle                | 11                       | 27/10/1920 |                                                                               |
| Sainte-Radegonde            | Péronne        | Péronne              | 11                       | 27/10/1920 | Rattachée à Péronne en 1965.                                                  |
| Saint-Mard                  | Montdidier     | Roye                 | 25                       | 30/10/1920 |                                                                               |
| Saint-Sulpice               | Péronne        | Ham                  | 11                       | 27/10/1920 | Rattachée à Ham en 1965.                                                      |
| Sancourt                    | Péronne        | Ham                  | 11                       | 27/10/1920 |                                                                               |
| Saulchoy-sur-Davenescourt   | Montdidier     | Moreuil              | 33                       | 03/11/1920 | Rattachée à Arvillers en 1965.                                                |
| Sauvillers-Mongival         | Montdidier     | Ailly-sur-Noye       | 31                       | 03/11/1920 |                                                                               |
| Senlis-le-Sec               | Doullens       | Acheux-en-Amiénois   | 19                       | 28/10/1920 |                                                                               |
| Sorel                       | Péronne        | Roisel               | 11                       | 27/10/1920 |                                                                               |
| Sourdon                     | Montdidier     | Ailly-sur-Noye       | 33                       | 03/11/1920 |                                                                               |
| Soyécourt                   | Péronne        | Chaulnes             | 10                       | 27/10/1920 |                                                                               |
| Suzanne                     | Péronne        | Bray-sur-Somme       | 14                       | 27/10/1920 |                                                                               |
| Templeux-la-Fosse           | Péronne        | Roisel               | 11                       | 27/10/1920 |                                                                               |
| Templeux-le-Guérard         | Péronne        | Roisel               | 9                        | 27/10/1920 |                                                                               |
| Tertry                      | Péronne        | Ham                  | 11                       | 27/10/1920 |                                                                               |
| Thennes                     | Montdidier     | Moreuil              | 33                       | 03/11/1920 |                                                                               |
| Thézy-Glimont               | Amiens         | Boves                | 18                       | 28/10/1920 |                                                                               |
| Thiepval                    | Péronne        | Albert               | 7                        | 27/10/1920 |                                                                               |
| Thory                       | Montdidier     | Ailly-sur-Noye       | 33                       | 03/11/1920 |                                                                               |
| Tilloloy                    | Montdidier     | Roye                 | 24                       | 30/10/1920 |                                                                               |
| Tincourt-Boucly             | Péronne        | Roisel               | 11                       | 27/10/1920 |                                                                               |
| Treux                       | Péronne        | Bray-sur-Somme       | 14                       | 27/10/1920 |                                                                               |
| Ugny-l'Équipée              | Péronne        | Ham                  | 11                       | 27/10/1920 |                                                                               |
| Vaire-sous-Corbie           | Amiens         | Corbie               | 18                       | 28/10/1920 |                                                                               |
| Vauvillers                  | Péronne        | Chaulnes             | 14                       | 27/10/1920 |                                                                               |
| Vaux-sur-Somme              | Amiens         | Corbie               | 18                       | 28/10/1920 |                                                                               |
| Vermandovillers             | Péronne        | Chaulnes             | 10                       | 27/10/1920 |                                                                               |
| Verpillières                | Montdidier     | Roye                 | 25                       | 30/10/1920 |                                                                               |
| Villecourt                  | Péronne        | Ham                  | 11                       | 27/10/1920 |                                                                               |
| Villers-aux-Érables         | Montdidier     | Moreuil              | 26                       | 30/10/1920 |                                                                               |
| Villers-Bretonneux          | Amiens         | Corbie               | 15                       | 28/10/1920 |                                                                               |
| Villers-Carbonnel           | Péronne        | Péronne              | 11                       | 27/10/1920 |                                                                               |
| Villers-Faucon              | Péronne        | Roisel               | 11                       | 27/10/1920 |                                                                               |
| Villers-lès-Roye            | Montdidier     | Roye                 | 23                       | 30/10/1920 |                                                                               |
| Villers-Tournelle           | Montdidier     | Ailly-sur-Noye       | 33                       | 03/11/1920 | Transférée du canton d'Ailly-sur-Noye à celui de Montdidier en 1953.          |
| Ville-sur-Ancre             | Péronne        | Bray-sur-Somme       | 11                       | 27/10/1920 |                                                                               |
| Voyennes                    | Péronne        | Nesle                | 9                        | 27/10/1920 |                                                                               |
| Vraignes-en-Vermandois      | Péronne        | Roisel               | 14                       | 27/10/1920 |                                                                               |
| Vrély                       | Montdidier     | Rosières-en-Santerre | 33                       | 03/11/1920 |                                                                               |
| Warfusée-Abancourt          | Amiens         | Corbie               | 16                       | 28/10/1920 | Devient Lamotte-Warfusée en 1973.                                             |
| Warsy                       | Montdidier     | Moreuil              | 33                       | 03/11/1920 | Transférée du canton de Moreuil à celui de Montdidier en 1956.                |
| Warvillers                  | Montdidier     | Rosières-en-Santerre | 33                       | 03/11/1920 |                                                                               |
| Wiencourt-l'Équipée         | Montdidier     | Moreuil              | 33                       | 03/11/1920 |                                                                               |
| Y                           | Péronne        | Ham                  | 34                       | 15/12/1920 |                                                                               |
| Ytres                       | Péronne        | Combles              | 11                       | 27/10/1920 | Rattachement au Pas-de-Calais (canton de Bertincourt) en 1970.                |

## Pour approfondir

### Articles de presse
- « Le Ministre de la Guerre à Amiens : La remise de la croix de guerre aux communes de la Somme », Le Progrès de la Somme, 10-11 juillet 1921
- « La journée des croix de guerre : Dimanche le Ministre de la Guerre et le Maréchal Foch ont remis cette Récompense à 349 communes de la Somme dévastée », Le Progrès de la Somme, 12 juillet 1921
- « Les villes décorées de la Croix de guerre : Amiens », Le Petit journal : supplément illustré, n° 1527, 28 mars 1920, p. 8, ill.
- « Amiens, Montdidier et Péronne décorées de la croix de guerre », Le Petit journal, 25 août 1919